# Coelichneumon neocretatus
Coelichneumon neocretatus là một loài tò vò trong họ Ichneumonidae.